# Hans-Gunther Klein
Hans-Gunther Klein (* 30. September 1931; † 28. Juni 1982) war ein deutscher Theatergründer und -intendant.

## Leben
1957 gründete Klein in Göttingen das Junge Theater, das sich unter seiner Leitung zu einer anerkannten Bühne entwickelte und in künstlerischer Hinsicht auch über die Stadtgrenzen hinaus hohes Ansehen errang. Von seinen Mitarbeitern wurde er Scheff genannt.
1964 besuchte er Paris, um dort die französische Chansonsängerin Barbara für ein Gastspiel an seinem Theater zu gewinnen. Zunächst kam für die 1930 geborene und aus jüdischer Familie stammende Sängerin ein Auftritt in Deutschland nicht in Frage, denn als Jüdin hatte sie während der deutschen Besetzung Frankreichs im Zweiten Weltkrieg vor den Deutschen fliehen müssen. Nach kurzer Bedenkzeit erhielt Klein jedoch ihre Zusage unter der Bedingung, dass man ihr in Göttingen einen schwarzen Salonflügel zur Verfügung stelle.
Der Auftritt fand im 4. Juli 1964 statt. Klein war es trotz eines Streiks der Klaviertransporteure gelungen, das in seinem Theater vorhandene Klavier gegen den zugesagten Flügel auszutauschen. Nach diesem ersten, spontan erfolgreichen Abend entschied sich Barbara für einen verlängerten Aufenthalt in Göttingen, „verliebte sich in die Stadt“ und komponierte im Garten des Jungen Theaters schließlich ihr Chanson Göttingen, mit dem sie in Frankreich zum Star wurde und das auch in der deutschen Übersetzung in der Bundesrepublik ein großer Erfolg wurde.
Am 4. September 1982 wurde Hans-Gunther Klein postum die Ehrenmedaille der Stadt Göttingen verliehen.